# Phare de Moholmen
Le phare de Moholmen (en norvégien : Moholmen fyr) est un  phare côtier situé sur une petite île du Vestfjord (îles Lofoten) sur la commune de Vågan, dans le comté de Nordland (Norvège).

## Histoire
Le phare est situé sur une petite île dans le Vestfjord à environ 4 kilomètres au sud-ouest de Kabelvåg et à environ 10 kilomètres directement à l'ouest du phare de Skrova.
Le premier phare de Moholmen a été construit en 1914. En 1936, la tour originale a été déplacée à Tranøya (phare de Tranøy).
Une nouvelle tour en fonte a été construite à Moholmen, et cette tour a été automatisée en 1974.

## Description
Le phare actuel  est une tour pyramidale en fonte de 13,3 mètres de haut, avec une galerie et une lanterne cylindrique. La tour est blanche et la lanterne est rouge. Son feu à occultations émet, à une hauteur focale de 23 mètres, deux éclats (blanc, rouge et vert )selon différents secteurs toutes les 8 secondes. Sa portée nominale est de 14 milles nautiques (environ 26 km) pour le feu blanc et le feu rouge et 13 pour le feu vert.
Identifiant : ARLHS : NOR-165 ; NF-7524 - Amirauté : L2896 - NGA : 11540.
|                   |
| L'île de Moholmen |

|                                        |
| ancien phare devenu le phare de Tranøy |

### Lien connexe
- Liste des phares de Norvège